# Барзані

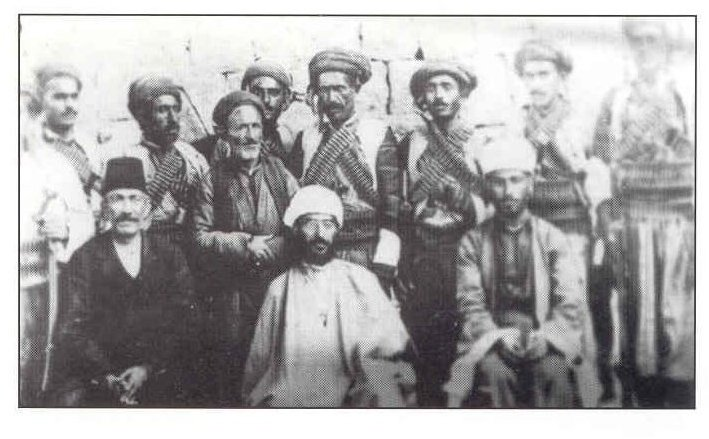
Шейх Абдель Салям Барзані (сидить по центру) с барзанцями і турецьким чиновником. 1908 г.

Барзані — рід лідерів  Іракського Курдистану, що походить від шейхів суфійського ордена Накшбанді.
Згідно з легендою, рід цей веде свій початок від середньовічних емір ів князівства Бахдінан (столиця — м. Амадіє), один з представників роду яких, Масуд, нібито оселився в селі Хафнака. Його онуком вважається Таджеддін, який на початку XIX століття заснував суфійську такіє (обитель) у селищі Барзан і став першим шейхом однойменного племені. Онук цього Таджеддіна, шейх Абдель-Салям I (помер 1872), відрізнявся високою (за місцевими мірками) мусульманською вченістю і став фактичним творцем племінного союзу Барзан. Його син шейх Мухаммед нічим не прославився, проте сини шейха Мухаммеда: лідер кількох антитурецьких повстань шейх Абдель-Салям II, шейх Ахмед, якого шанують святим як мусульмани, так і християни Барзана і особливо прославлений загальнонаціональний лідер  Мустафа Барзані — відіграли велику історичну роль.
Син  Мустафи Барзані  Масуд Барзані в даний час є президентом  Іракського Курдистану і головою  Демократичної партії Курдистану, тоді як племінник останнього  Нечірван Барзані (його батько  Ідріс керував військовою діяльністю ДПК у 1980-х рр.) — є прем'єр-міністром Іракського Курдистану. Молодший син Мустафи Барзані Ваджах командував курдськими пешмерга (військові підрозділи) під час війни 2003 р. і був важко поранений при наступі на Мосул.